# Fussels Corner
Fussels Corner är en ort (CDP) i Polk County, i delstaten Florida, USA. Enligt United States Census Bureau har orten en folkmängd på 5 561 invånare (2010) och en landarea på 14,4 km².